# Élida Murguía
Élida Murguía de Roso (28 de noviembre de 1914 - 12 de octubre de 2012) fue una médica uruguaya, reconocida por haber sido la primera médica cirujana de Uruguay.

## Carrera
Murguía nació en la ciudad de Salto en 1914. Tras graduarse de sus estudios secundarios en un colegio católico, se inscribió en la Facultad de Medicina, donde obtuvo su título de doctora en medicina en 1947. Se convirtió en la primera médica cirujana de Uruguay en una especialización dominada en su totalidad por hombres. Desempeñó su profesión en instituciones de Montevideo como el Hospital Pedro Visca, la Dirección General de Seguridad Social, el Hospital Pereira Rossell y el Centro de Asistencia del Sindicato Médico del Uruguay. En esta última institución ofició como Jefe del Servicio de Cirugía Infantil en 1985.
Como docente trabajó de la mano de la Facultad de Medicina, ocupando el cargo de docente de cirugía pediátrica en quinto grado. Durante su carrera publicó una gran cantidad de escritos, de los que destacan detallados informes sobre quemaduras infantiles publicados a comienzos de la década de 1960. En 1999 fue honrada con la Distinción Sindical, entregada por el Sindicato Médico del Uruguay.

### Fallecimiento
Murguía falleció en octubre de 2012 a los 97 años.